# ВідКон
ВідКон (англ. VidCon) — багатожанрова онлайн відеоконференція, що проводиться щорічно в південній Каліфорнії з 2010 року. Спочатку була задумана Хенком і Джоном Гріном з Vlogbrothers — конвенція є найбільшою у своєму роді у світі, яка збирає тисячі глядачів, творців та представників індустрії у всьому світі.

## Історія
2010 (1-й щорічний VidCon)
Перший VidCon відбувся 9-11 липня 2010 року в готелі Hyatt Regency Century Plaza у Лос-Анджелесі та квитки були розпродані заздалегідь, де було понад 1400 людей. У перший день були представлені галузеві панелі та презентації від лідерів галузі та творців відео. Другий та третій день ознайомлення з основними презентаціями творців YouTube, пробними сесіями та концертами з музикантами, які досягли успіху, перш за все, представляючи свою музику через онлайн-відео.
2011 рік (2-й щорічний VidCon)
VidCon 2011 відбувся 29-30 липня 2011 року, а 28 липня відбувся день індустрійної конференції, знову ж таки у готелі Hyatt Regency Century Plaza у Лос-Анджелесі. Захід було продано за шістдесят днів до його відкриття, на якому взяли участь 2500 чоловік.
2012 (3-й щорічний VidCon)
Відень-2012, третя щорічна конференція, відбулася 28-30 червня 2012 року в конференц-центрі Анахайма. Нове місце проведення мало набагато більший потенціал із можливістю подальшого розширення та кількістю 7000 чоловік.
2013 рік (4-й щорічний VidCon)
VidCon 2013 відбувся 1-3 серпня 2013 року в конференц-центрі Анахайма. Квитки на конференцію були розпродані за місяць, а кількість учасників — 12000 чоловік. Компанія YouTube підписала угоду 2013 року, щоби стати головним спонсором VidCon протягом двох років.
2014 (5-й щорічний VidCon)
VidCon 2014 відбувся 26-28 червня 2014 року в конференц-центрі Анахайма.
2015 (6-й щорічний VidCon)
VidCon 2015 відбувся 23-25 липня 2015 року в конференц-центрі Анахайма. Кількість людей, що брали участь, була обмежена, тому їх різниця з попереднім роком є лише трохи більшою.
VidCon 2015 застосував нову систему для вболівальників, адже їм заздалегідь потрібно вказувати, до яких творців відео вони хотіли б потрапити.
2016 (7-й щорічний VidCon)
VidCon 2016 відбувався з 23 червня до 25 червня в конференц-центрі Анахайма. Конвенція оголосила про наміри посилити безпеку на своїх заходах після побиття співачки Крістіни Гріммі та вбивства в нічному клубі Орландо.
2017 (8-й щорічний VidCon США, додавання інших VidCons)
Компанія VidCon Europe дебютувала з 7 квітня по 9 квітня 2017 року в Амстердамі. VidCon США 2017 відбувався з 21 червня по 24 червня в конференц-центрі Анахайма.